# Рундквист, Томас (музыкант)

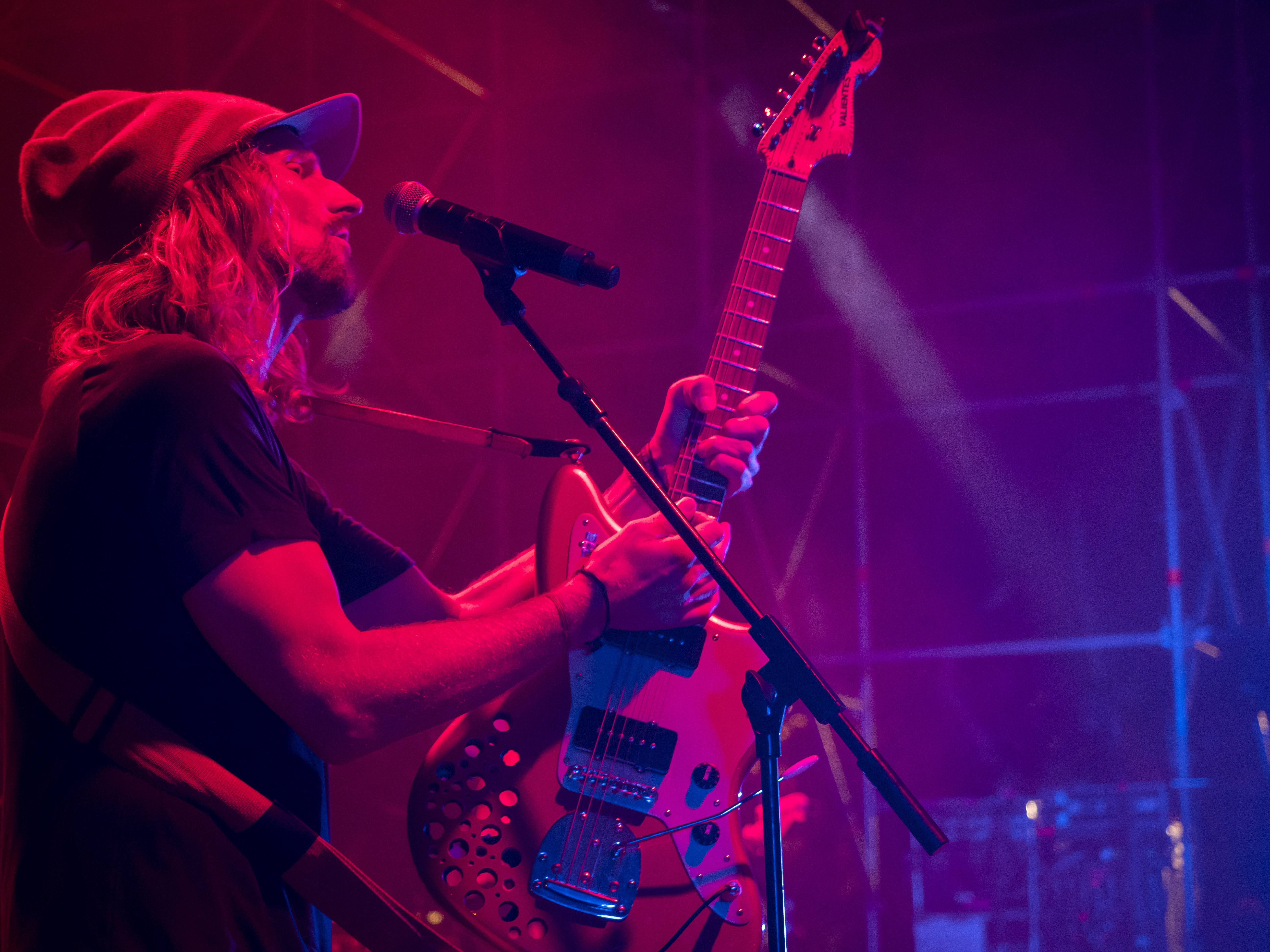
Томас Рундквист выступает в составе группы Macaco (Барселона, 2018)

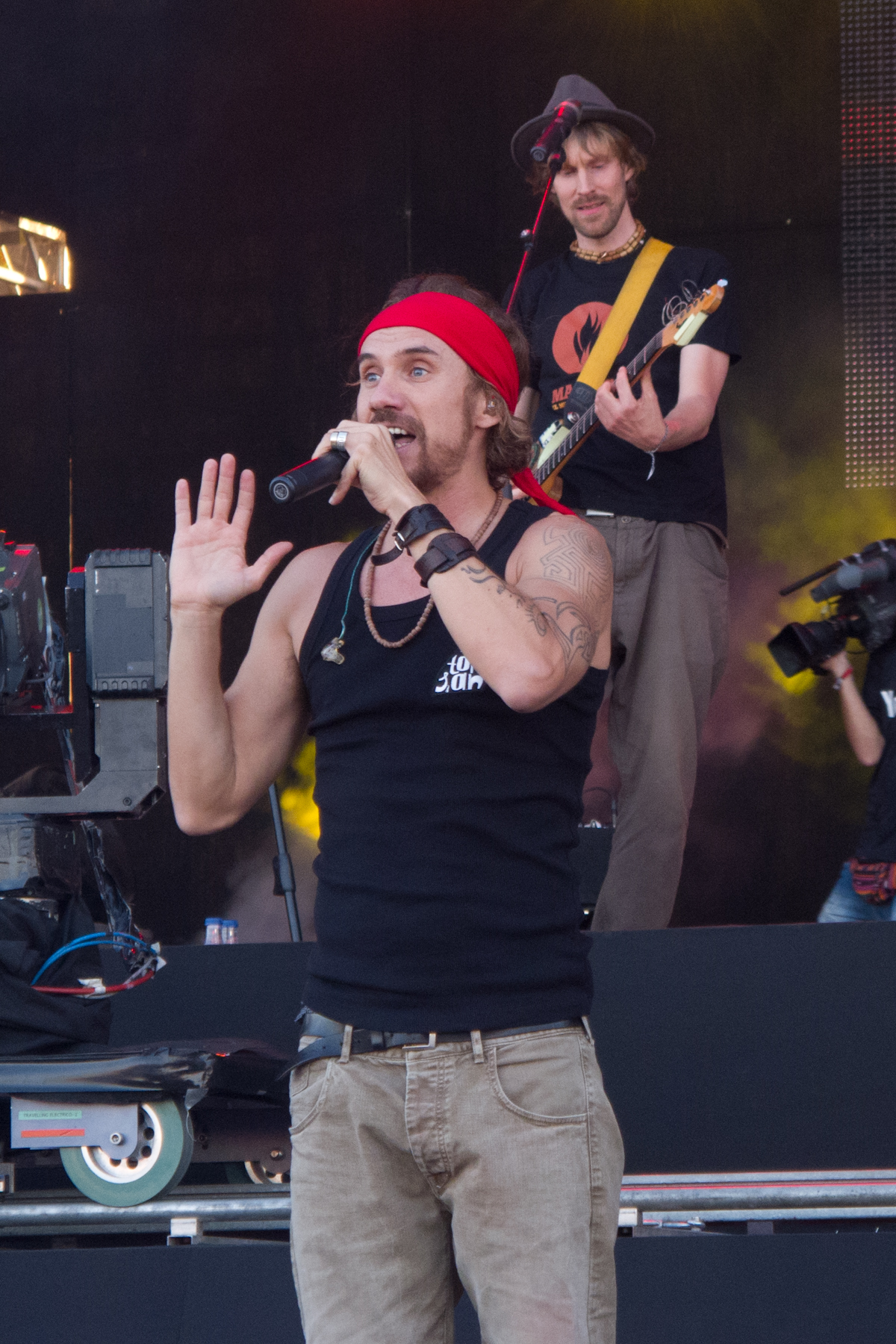
Macaco и Томас Рундквист выступают на музыкальном фестивале Rock in Rio в Мадриде, 2012

Томас «Тиртха» Рундквист (швед. Thomas "Tirtha" Rundquist) — шведско-испанский гитарист, автор песен, вокалист групп Undrop и Dhira, гитарист групп Amparanoia и Macaco.

## Биография
Томас Рундквист родился в городе Хельсингборге, Швеция. В 1994 году он вместе со своим братом Стефаном отправился путешествовать по Европе на стареньком микроавтобусе, играя там, где выпадала возможность. В 1994 году братья Рундквист прибыли в Испанию, где познакомились с музыкантом Антонио Креспо (который в то время был участником группы Sal de Mi Vida) и создали группу Undrop. Вместе они начали посещать кришнаитские храмы, куда их поначалу привлекла вкусная вегетарианская еда. Томас и другие участники Undrop заинтересовались всем, что было связано с ведийской культурой, йогой, темами кармы и реинкарнации. Вскоре они стали кришнаитами, начали следовать лакто-вегетарианской диете, отказались от употребления алкоголя, наркотиков и других одурманивающих средств. Томас получил духовное посвящение и санскритское имя «Тиртха Кирти Даса» от гуру Хануматпрешаки Свами.
В 1998 году группа привлекла внимание испанского инди-лейбла Subterfuge Records. В результате, Undrop пригласили принять участие в массовой рекламной кампании пепси-колы в испанских СМИ. Undrop снялись в рекламном ролике, где исполнили свою композицию «Train». Группа немедленно привлекла внимание публики и приобрела в Испании огромную популярность.
На волне успеха, в 1998 году Undrop выпустили свой дебютный альбом «The Сrossing», который достиг в Испании золотого статуса, и благодаря тому, что песни были на английском языке, сделал группу известной в других европейских странах. Выпущенная в виде сингла в июне 1998 года, композиция «Train» поднялась до 4-го места в испанском хит-параде, продержавшись в десятке лидеров 6 недель. В 1999 году Undrop заключили контракт с Sony Music и записали свой второй альбом «Boomerang». После этого группа создала свою собственную компанию звукозаписи Gopal, которая и выпустила их третий альбом «Uprooted» (2001).
В текстах песен Undrop нашли своё отражение духовные принципы, которым следуют Томас Рундквист и другие участники группы. Томас утверждает, что «Музыка и духовность всегда были вместе, будь то в творчестве Баха или Боба Марли, блюзе или джазе». В песнях группы также заметно присутствие темы природы. «Мы хотим выйти за пределы Вавилона, жить в местах где есть чистая вода, горы, птицы, животные, деревья, — в подобной обстановке мы чувствуем себя комфортно» — сказал в одном из интервью Томас. Именно в таком месте в 1990-е годы участники Undrop проводили значительную часть своего времени, проживая в кришнаитской сельскохозяйственной общине Нуэва-Враджамандала, расположенной в 100 км от Мадрида, в провинции Гвадалахара. Там, «среди королевских павлинов и коров», они репетировали между гастролями.
В 2000-е годы Томас участвовал и записывал диски в таких проектах, как Amparanoia, Dhira и Cows in Love.